# Jamie Young
Jamie Iain Young (Brisbane, 25 agosto 1985) è un calciatore inglese, portiere dei Dandenong Thunder.

## Carriera

### Club
Nato in Australia ma di nazionalità inglese, torna nel Paese di origine nel 2002 per giocare come professionista nel Reading, club della seconda divisione inglese, che nella stagione 2002-2003 lo aggrega al suo settore giovanile; trascorre poi un biennio a tutti gli effetti in prima squadra, giocando anche una partita in seconda divisione nella stagione 2003-2004. Nella stagione 2005-2006 gioca invece in prestito ai Rushden & Diamonds, con la cui maglia disputa 20 partite nella quarta divisione inglese; terminato il prestito torna al Reading, che a fine anno lo lascia andare da svincolato.
Nell'estate del 2006 si accasa così al Wycombe, con cui tra il 2006 ed il 2009 gioca complessivamente 38 partite in quarta divisione, alle quali aggiunge una presenza in terza divisione nella stagione 2009-2010, la sua ultima nel club: l'11 marzo 2010 viene infatti ceduto all'Aldershot Town, club di quarta divisione, con cui nella parte finale della stagione 2009-2010 gioca 9 partite in campionato ed una partita nei play-off. Rimane poi agli Shots fino al termine della stagione 2012-2013, giocandovi ulteriori 115 partite nella quarta divisione inglese. Nell'estate del 2013, dopo la retrocessione del club (che era anche in gravi condizioni economiche), Young si svincola: nel corso della stagione 2013-2014, in attesa della chiamata di un club professionistico, gioca in modo discontinuo con vari club semiprofessionistici di Conference South (sesta divisione), per complessive 12 presenze in questa categoria.
Nel maggio del 2014 fa ritorno dopo 12 anni in Australia, firmando un contratto con i Brisbane Roar, club della prima divisione australiana, con cui nel corso degli anni gioca poi anche complessive 13 partite nella AFC Champions League (10 nella fase finale del torneo e 3 nei turni preliminari del medesimo). Nel 2021 si trasferisce al Western United, dove nella stagione 2021-2022 contribuisce giocando da titolare fisso (30 presenze) alla vittoria del primo campionato nella storia del club.

### Nazionale
Tra il 2002 ed il 2005 ha giocato alcune partite con le nazionali inglesi Under-18, Under-19 ed Under-20.

## Palmarès

### Club

#### Competizioni nazionali
- Campionato australiano: 1

Western United: 2021-2022